# 日本ビジネスシステムズ
日本ビジネスシステムズ株式会社（にほんビジネスシステムズ、英: Japan Business Systems,Inc.）は、 東京都港区に本社を置く、独立系のシステムインテグレーターである。略称はJBS（ジェービーエス）。

## 事業内容
マイクロソフトが認定するゴールドパートナーであり、マイクロソフトの製品群を中心としたソリューションをはじめ、情報系インフラの構築、保守・監視・運用をワンストップで提供している。2007年、2008年、2010年にマイクロソフト パートナー・オブ・ザ・イヤーを受賞。

## 沿革
- 1990年10月 - 東京都港区芝に日本ビジネスシステムズ株式会社設立
- 1997年9月 - JBS USA, Inc. 設立
- 2000年6月 - 東京都港区芝公園に本社移転
- 2003年11月 - マイクロソフト認定ゴールドパートナー契約
- 2004年
  - 4月 - JBSインターナショナル株式会社設立
  - 6月 - JBSテクノロジー株式会社設立
- 2005年5月 - ISMS/BS7799認証取得
- 2006年
  - 3月 - 経済産業省のシステムサービス企業として登録
  - 4月 - JBSテクノロジーをネットワンシステムズとの共同事業会社化
  - 9月 - ISO/IEC27001取得、日本テレビとの合弁会社日テレＩＴプロデュース（現・日テレWands）を設立[9]
- 2007年1月 -ユーザ情報管理基盤のパッケージソフト 「紫 -ゆかり-」 をリリース
- 2009年
  - 4月 - 株式会社アイヴィスソリューションズと資本・業務提携
  - 6月 - 株式会社アイヴィスソリューションズからJBSソリューションズ株式会社に社名変更
  - 10月 - JBSソリューションズ株式会社をJBS100%子会社化[10]
- 2010年
  - 3月 - 大連JBS有限公司設立
  - 6月 - ゆかり -紫-® 2010 Ver.1.0をリリース
- 2012年
  - 4月 - 西日本事業所を開設
  - 7月 - 中部事業所を開設
  - 10月 - シンガポールに現地法人を設立
  - 11月 - 上海に現地法人を設立
- 2013年
  - 9月 - 持株会社JBSを設立。当社はその傘下となる。
- 2014年
  - 2月 - 三菱総合研究所、三菱総研DCSと資本提携
  - 6月 - メキシコに現地法人を設立
  - 8月 - 虎ノ門ヒルズに本社を移転
- 2015年
  - 10月 - 持株会社JBSを吸収合併
- 2016年
  - 5月 - 沖縄事業所を開設
  - 10月 - JBS トレーニングセンター開設
- 2017年
  - 2月 - 香港に現地法人を設立
  - 12月 - 株式会社ヴァンテルシステム100%子会社化
- 2019年
  - 4月 - JBSテクノロジー株式会社及び株式会社ヴァンテルシステムを吸収合併。
- 2022年
  - 8月 - 東京証券取引所スタンダード市場上場。
  - 12月 - 株式会社ネクストスケープを 100％ 子会社化

## 事業所
- 東京本社（港区虎ノ門）
- 北海道事業所（札幌市中央区）
- 中部事業所（名古屋市西区）
- 西日本事業所
  - 新大阪オフィス（大阪市淀川区）
  - 梅田オフィス（大阪市北区）
- 九州事業所
  - 八幡オフィス（北九州市八幡東区）
  - 福岡オフィス（福岡市中央区）
- 沖縄事業所
  - 那覇西オフィス（那覇市西）
  - 豊崎オフィス（豊見城市字豊崎）

## 関連会社
- JBS USA
- JBS　メキシコ
- JBS 上海有限公司
- JBS Asia Pacific（シンガポール）
- 株式会社日テレWands